# North American Soccer League 1976
Navigation
NASL 1975 NASL 1977
La North American Soccer League 1976 est la neuvième édition de la North American Soccer League. Les vingt mêmes équipes que la saison précédente s'inscrivent au championnat. 
Par rapport à la saison précédente, deux franchises déménagent et changent de nom. Les Comets de Baltimore deviennent les Jaws de San Diego et les Dynamo de Denver deviennent les Kicks du Minnesota.
Ce sont les Metros-Croatia de Toronto qui remporte cette édition en battant en finale les Kicks du Minnesota.

## Les 20 franchises participantes
| Kicks du Minnesota Whitecaps de Vancouver Timbers de Portland Stars de Saint-Louis Sounders de Seattle Tornado de Dallas Thunder de San Antonio Aztecs de Los Angeles Jaws de San Diego Earthquakes de San José Sting de Chicago Metros de Toronto Rochester Hartford Minutemen de Boston Toros de Miami Atoms de Philadelphie Diplomats de Washington Rowdies de Tampa Bay Cosmos de New York |

| - Division Ouest - Kicks du Minnesota - Timbers de Portland - Stars de Saint-Louis - Sounders de Seattle - Whitecaps de Vancouver | - Division Sud - Tornado de Dallas - Aztecs de Los Angeles - Thunder de San Antonio - Jaws de San Diego - Earthquakes de San José | - Division Nord - Minutemen de Boston - Sting de Chicago - Bicentennials d'Hartford - Lancers de Rochester - Metros-Croatia de Toronto | - Division Est - Toros de Miami - Cosmos de New York - Atoms de Philadelphie - Rowdies de Tampa Bay - Diplomats de Washington |  |

- Par rapport à la saison précédente, les Comets de Baltimore deviennent les Jaws de San Diego et les Dynamo de Denver deviennent les Kicks du Minnesota.

## Format
- Les clubs sont répartis en 2 conférences (Atlantique et Pacifique). Chaque conférence étant composée de deux divisions.
- Toutes les équipes disputent 24 rencontres qui se répartissent comme suit : 
  - 2 rencontres (une à domicile et une à l'extérieur) contre les équipes de sa division
  - 2 rencontres (une à domicile et une à l'extérieur) contre les autres équipes de la conférence
  - 1 rencontre (domicile ou extérieur) contre six équipes de la conférence opposée

Les seules exceptions sont San Antonio, San Diego et Vancouver qui ont une réception de plus au détriment respectivement de Los Angeles, de Portland et de Vancouver.
- Il n'y a pas de match nul. En cas d'égalité au bout de 90 minutes, une prolongation avec but en or de 15 minutes est jouée. Si elle achève sans but, une séance de tirs au but a lieu.
- Le barème de points est le suivant :
  - Victoire : 6 points
  - Défaite : 0 point
  - Un point de bonus est accordé par but marqué dans la limite de 3 buts par match. Il est à noter qu'une séance de tirs au but remportée vaut un but et donc un point supplémentaire tant qu'on est dans cette limite de 3 buts.

- Les trois premiers de chaque division se qualifient pour les séries éliminatoires. Le premier de chaque division étant dispensé du premier tour de ces séries.

## Saison régulière

### Conférence Atlantique

#### Division Nord
| Rang | Équipe                    | Pts | J  | G  | N | P  | Bp | Bc | Diff | Bon |
| ---- | ------------------------- | --- | -- | -- | - | -- | -- | -- | ---- | --- |
| 1    | Sting de Chicago          | 132 | 24 | 15 | 0 | 9  | 52 | 32 | +20  | 42  |
| 2    | Metros-Croatia de Toronto | 123 | 24 | 15 | 0 | 9  | 38 | 30 | +8   | 33  |
| 3    | Lancers de Rochester      | 114 | 24 | 13 | 0 | 11 | 36 | 32 | +4   | 36  |
| 4    | Bicentennials d'Hartford  | 107 | 24 | 12 | 0 | 12 | 37 | 56 | -19  | 35  |
| 5    | Minutemen de Boston       | 72  | 24 | 7  | 0 | 17 | 35 | 64 | -29  | 30  |

- Qualification directe pour la finale de division
- Qualification pour le premier tour

#### Division Est
| Rang | Équipe                  | Pts | J  | G  | N | P  | Bp | Bc | Diff | Bon |
| ---- | ----------------------- | --- | -- | -- | - | -- | -- | -- | ---- | --- |
| 1    | Rowdies de Tampa Bay T  | 154 | 24 | 18 | 0 | 6  | 58 | 30 | +28  | 46  |
| 2    | Cosmos de New York      | 148 | 24 | 16 | 0 | 8  | 65 | 34 | +31  | 52  |
| 3    | Diplomats de Washington | 126 | 24 | 14 | 0 | 10 | 46 | 38 | +8   | 42  |
| 4    | Atoms de Philadelphie   | 80  | 24 | 8  | 0 | 16 | 32 | 49 | -17  | 32  |
| 5    | Toros de Miami          | 63  | 24 | 6  | 0 | 18 | 29 | 58 | -29  | 27  |

- Qualification directe pour la finale de division
- Qualification pour le premier tour

T : Tenant du titre

### Conférence Pacifique

#### Division Ouest
| Rang | Équipe                 | Pts | J  | G  | N | P  | Bp | Bc | Diff | Bon |
| ---- | ---------------------- | --- | -- | -- | - | -- | -- | -- | ---- | --- |
| 1    | Kicks du Minnesota     | 138 | 24 | 15 | 0 | 9  | 54 | 33 | +21  | 48  |
| 2    | Sounders de Seattle    | 123 | 24 | 14 | 0 | 10 | 40 | 31 | +9   | 39  |
| 3    | Whitecaps de Vancouver | 120 | 24 | 14 | 0 | 10 | 38 | 30 | +8   | 36  |
| 4    | Timbers de Portland    | 71  | 24 | 8  | 0 | 16 | 23 | 41 | -18  | 23  |
| 5    | Stars de Saint-Louis   | 58  | 24 | 5  | 0 | 19 | 28 | 57 | -29  | 28  |

- Qualification directe pour la finale de division
- Qualification pour le premier tour

#### Division Sud
| Rang | Équipe                  | Pts | J  | G  | N | P  | Bp | Bc | Diff | Bon |
| ---- | ----------------------- | --- | -- | -- | - | -- | -- | -- | ---- | --- |
| 1    | Earthquakes de San José | 123 | 24 | 14 | 0 | 10 | 47 | 30 | +17  | 39  |
| 2    | Tornado de Dallas       | 117 | 24 | 13 | 0 | 11 | 44 | 45 | -1   | 39  |
| 3    | Aztecs de Los Angeles   | 108 | 24 | 12 | 0 | 12 | 43 | 44 | -1   | 36  |
| 4    | Thunder de San Antonio  | 107 | 24 | 12 | 0 | 12 | 38 | 32 | +6   | 35  |
| 5    | Jaws de San Diego       | 82  | 24 | 9  | 0 | 15 | 29 | 47 | -18  | 28  |

- Qualification directe pour la finale de division
- Qualification pour le premier tour

### Résultats
Source : wildstat.com

#### Matchs intra-division
| Résultats (▼dom., ►ext.)                                   | BOS  | CHI | HAR | ROC | TOR  |
| Minutemen de Boston                                        |      | 0-3 | 1-3 | 0-3 | 0-1A |
| Sting de Chicago                                           | 2-0  |     | 7-1 | 3-0 | 1-0  |
| Bicentennials d'Hartford                                   | 0-3  | 2-1 |     | 2-1 | 5-4A |
| Lancers de Rochester                                       | 1-0A | 3-1 | 2-1 |     | 1-2A |
| Metros-Croatia de Toronto                                  | 6-2  | 2-0 | 4-1 | 3-1 |      |
| - Victoire à domicile - Match nul - Victoire à l'extérieur |      |     |     |     |      |

| Résultats (▼dom., ►ext.)                                   | MIA  | NY  | PHI  | TAM | WAS |
| Toros de Miami                                             |      | 0-1 | 3-2A | 1-2 | 3-2 |
| Cosmos de New York                                         | 8-2  |     | 1-2  | 5-4 | 5-0 |
| Atoms de Philadelphie                                      | 0-1A | 1-2 |      | 2-1 | 1-4 |
| Rowdies de Tampa Bay                                       | 4-1  | 5-1 | 2-1  |     | 1-0 |
| Diplomats de Washington                                    | 3-0  | 3-2 | 4-3A | 2-0 |     |
| - Victoire à domicile - Match nul - Victoire à l'extérieur |      |     |      |     |     |

| Résultats (▼dom., ►ext.)                                   | MIN  | POR  | SAI | SEA | VAN |
| Kicks du Minnesota                                         |      | 2-1  | 2-0 | 1-2 | 3-0 |
| Timbers de Portland                                        | 0-2  |      | 3-2 | 0-3 | 2-1 |
| Stars de Saint-Louis                                       | 1-2A | 3-1  |     | 2-0 | 0-5 |
| Sounders de Seattle                                        | 3-1  | 1-0  | 3-1 |     | 1-0 |
| Whitecaps de Vancouver                                     | 2-1  | 2-3A | 2-1 | 3-2 |     |
| - Victoire à domicile - Match nul - Victoire à l'extérieur |      |      |     |     |     |

| Résultats (▼dom., ►ext.)                                   | DAL | LA   | SAN  | SDI | SJO |
| Tornado de Dallas                                          |     | 6-3  | 1-0  | 4-3 | 3-1 |
| Aztecs de Los Angeles                                      | 4-1 |      | 1-2B | 2-0 | 0-1 |
| Thunder de San Antonio                                     | 3-2 | 3-2A |      | 2-3 | 2-0 |
| Jaws de San Diego                                          | 3-2 | 1-2A | 1-0  |     | 3-2 |
| Earthquakes de San José                                    | 4-0 | 2-1  | 0-3  | 0-1 |     |
| - Victoire à domicile - Match nul - Victoire à l'extérieur |     |      |      |     |     |

#### Matchs inter-division
| Résultats (▼dom., ►ext.)                                   | BOS  | CHI  | HAR  | ROC | TOR  | MIA  | NY  | PHI | TAM | WAS  | MIN  | POR  | SAI | SEA  | VAN | DAL | LA   | SAN  | SDI  | SJO  |
| Minutemen de Boston                                        |      |      |      |     |      | 4-5  | 1-2 | 2-1 | 2-4 | 2-3  | 5-2  |      |     | 2-1  |     |     |      |      | 3-1  |      |
| Sting de Chicago                                           |      |      |      |     |      | 4-2  | 4-1 | 5-1 | 0-1 | 4-3A |      |      | 3-1 |      |     | 1-0 |      |      |      | 2-1A |
| Bicentennials d'Hartford                                   |      |      |      |     |      | 2-1A | 0-3 | 2-1 | 0-7 | 2-1A |      |      | 2-1 |      |     |     |      | 1-2A | 2-1A |      |
| Lancers de Rochester                                       |      |      |      |     |      | 3-1  | 2-1 | 3-1 | 2-1 | 2-1  |      | 1-0  |     |      | 1-2 | 2-0 |      |      |      |      |
| Metros-Croatia de Toronto                                  |      |      |      |     |      | 1-0A | 0-3 | 0-1 | 2-0 | 1-0  |      | 2-1A |     |      |     |     | 2-0  |      |      | 1-0A |
| Toros de Miami                                             | 0-1  | 1-4  | 1-2A | 0-3 | 0-1  |      |     |     |     |      |      | 3-1  |     | 1-0  |     |     |      | 0-1  |      |      |
| Cosmos de New York                                         | 2-3A | 1-2  | 3-1  | 2-0 | 3-0  |      |     |     |     |      |      |      | 3-1 |      |     | 4-0 | 6-0  |      |      |      |
| Atoms de Philadelphie                                      | 2-1  | 1-0  | 3-2A | 1-0 | 1-2  |      |     |     |     |      |      |      |     |      |     |     | 1-2A |      | 1-0  |      |
| Rowdies de Tampa Bay                                       | 1-0  | 2-1  | 5-2  | 2-0 | 4-1  |      |     |     |     |      | 2-1  |      |     | 3-2  |     |     |      | 1-0A |      |      |
| Diplomats de Washington                                    | 5-2  | 3-0  | 0-1  | 2-1 | 1-0  |      |     |     |     |      | 0-3  |      |     |      | 1-0 |     |      |      |      | 2-1  |
| Kicks du Minnesota                                         |      | 4-2  |      |     | 3-1  |      | 1-2 |     |     |      |      |      |     |      |     | 3-0 | 6-2  | 3-1  | 4-0  | 4-1  |
| Timbers de Portland                                        | 2-0  |      |      |     |      |      | 0-3 |     | 2-3 |      |      |      |     |      |     | 0-2 | 1-2  | 1-0  | 1-2C | 1-0  |
| Stars de Saint-Louis                                       |      |      |      | 3-1 |      |      |     | 3-1 |     | 1-3  |      |      |     |      |     | 0-2 | 2-1  | 0-3  | 2-3  | 0-3  |
| Sounders de Seattle                                        |      | 0-1A | 1-0  |     |      |      |     | 3-2 |     |      |      |      |     |      |     | 2-1 | 1-0A | 1-0  | 4-0  | 1-2  |
| Whitecaps de Vancouver                                     |      |      | 0-1  |     | 1-0A | 2-0  |     | 3-1 |     |      |      |      |     |      |     | 2-0 | 2-1A | 3-0  | 3-0  | 0-1  |
| Tornado de Dallas                                          |      |      | 3-2  |     |      |      |     | 3-1 |     | 1-0  | 2-1A | 3-0  | 3-2 | 4-2  | 1-2 |     |      |      |      |      |
| Aztecs de Los Angeles                                      | 8-0  |      |      | 1-0 |      |      |     |     | 2-1 |      | 0-1  | 1-0  | 2-1 | 4-3A | 2-1 |     |      |      |      |      |
| Thunder de San Antonio                                     |      | 2-1A |      |     | 1-2  |      |     |     |     | 2-3  | 2-1  | 0-1  | 2-1 | 1-2  | 6-1 |     |      |      |      |      |
| Jaws de San Diego                                          |      |      |      | 2-3 |      | 4-3  |     |     | 0-2 |      | 0-1  | 0-2  | 1-0 | 0-1A | 0-1 |     |      |      |      |      |
| Earthquakes de San José                                    | 6-1  |      |      |     |      | 3-0  | 2-1 |     |     |      | 4-2  | 3-0  | 6-1 | 2-1  | 2-0 |     |      |      |      |      |
| - Victoire à domicile - Match nul - Victoire à l'extérieur |      |      |      |     |      |      |     |     |     |      |      |      |     |      |     |     |      |      |      |      |

A Quand un score est suivi d'une lettre, cela signifie que le match en question s'est terminé par une séance de tirs au but. Si le score inscrit est 3-2, cela signifie que l'équipe gagnante a remporté la séance de tirs au but après un match nul 2-2 à l'issue de la prolongation.
B Le match a lieu à San Antonio.
C Le match a lieu à San Diego.

## Séries éliminatoires

### Règlement
Les trois premiers de chaque division se qualifient pour les séries éliminatoires. 
Les premiers de chaque division se qualifient directement pour les finales de division.
Les deuxièmes et troisièmes s'affrontent au premier tour afin de les rejoindre. 
Chaque tour se déroule sur un seul match sur le terrain du mieux classé en saison régulière. En cas d'égalité, au bout de 90 minutes une prolongation avec but en or de 15 minutes a lieu. Si aucun but n'est marqué, une séance de tirs au but a lieu. 
La finale se déroule au King County Domed Stadium de Seattle.

### Tableau
|  | Premier tour                 | Premier tour                                    | Premier tour                                    | Premier tour                 |                                                  |                              | Finales de division                | Finales de division                | Finales de division                | Finales de division                |  |  | Finales de conférence              | Finales de conférence              | Finales de conférence              | Finales de conférence              |  |  | Soccer Bowl '76                                  | Soccer Bowl '76                                  | Soccer Bowl '76                                  | Soccer Bowl '76                                  |
|  |                              |                                                 |                                                 |                              |                                                  |                              |                                    |                                    |                                    |                                    |  |  |                                    |                                    |                                    |                                    |  |  |                                                  |                                                  |                                                  |                                                  |
|  |                              |                                                 |                                                 |                              |                                                  |                              | 20 août 1976, Tampa Stadium, Tampa | 20 août 1976, Tampa Stadium, Tampa | 20 août 1976, Tampa Stadium, Tampa | 20 août 1976, Tampa Stadium, Tampa |  |  | 24 août 1976, Tampa Stadium, Tampa | 24 août 1976, Tampa Stadium, Tampa | 24 août 1976, Tampa Stadium, Tampa | 24 août 1976, Tampa Stadium, Tampa |  |  | 28 août 1976, King County Domed Stadium, Seattle | 28 août 1976, King County Domed Stadium, Seattle | 28 août 1976, King County Domed Stadium, Seattle | 28 août 1976, King County Domed Stadium, Seattle |
|  |                              |                                                 |                                                 |                              |                                                  |                              | 20 août 1976, Tampa Stadium, Tampa | 20 août 1976, Tampa Stadium, Tampa | 20 août 1976, Tampa Stadium, Tampa | 20 août 1976, Tampa Stadium, Tampa |  |  | 24 août 1976, Tampa Stadium, Tampa | 24 août 1976, Tampa Stadium, Tampa | 24 août 1976, Tampa Stadium, Tampa | 24 août 1976, Tampa Stadium, Tampa |  |  | 28 août 1976, King County Domed Stadium, Seattle | 28 août 1976, King County Domed Stadium, Seattle | 28 août 1976, King County Domed Stadium, Seattle | 28 août 1976, King County Domed Stadium, Seattle |
|  |                              |                                                 |                                                 |                              |                                                  |                              | 20 août 1976, Tampa Stadium, Tampa | 20 août 1976, Tampa Stadium, Tampa | 20 août 1976, Tampa Stadium, Tampa | 20 août 1976, Tampa Stadium, Tampa |  |  | 24 août 1976, Tampa Stadium, Tampa | 24 août 1976, Tampa Stadium, Tampa | 24 août 1976, Tampa Stadium, Tampa | 24 août 1976, Tampa Stadium, Tampa |  |  | 28 août 1976, King County Domed Stadium, Seattle | 28 août 1976, King County Domed Stadium, Seattle | 28 août 1976, King County Domed Stadium, Seattle | 28 août 1976, King County Domed Stadium, Seattle |
|  |                              |                                                 |                                                 |                              |                                                  |                              | 20 août 1976, Tampa Stadium, Tampa | 20 août 1976, Tampa Stadium, Tampa | 20 août 1976, Tampa Stadium, Tampa | 20 août 1976, Tampa Stadium, Tampa |  |  | 24 août 1976, Tampa Stadium, Tampa | 24 août 1976, Tampa Stadium, Tampa | 24 août 1976, Tampa Stadium, Tampa | 24 août 1976, Tampa Stadium, Tampa |  |  | 28 août 1976, King County Domed Stadium, Seattle | 28 août 1976, King County Domed Stadium, Seattle | 28 août 1976, King County Domed Stadium, Seattle | 28 août 1976, King County Domed Stadium, Seattle |
|  | E1 Rowdies de Tampa Bay      | E1 Rowdies de Tampa Bay                         | 3                                               | 3                            |                                                  |                              |                                    |                                    |                                    |                                    |  |  | 24 août 1976, Tampa Stadium, Tampa | 24 août 1976, Tampa Stadium, Tampa | 24 août 1976, Tampa Stadium, Tampa | 24 août 1976, Tampa Stadium, Tampa |  |  | 28 août 1976, King County Domed Stadium, Seattle | 28 août 1976, King County Domed Stadium, Seattle | 28 août 1976, King County Domed Stadium, Seattle | 28 août 1976, King County Domed Stadium, Seattle |
|  | E1 Rowdies de Tampa Bay      | E1 Rowdies de Tampa Bay                         | 3                                               | 3                            | 17 août 1976, Shea Stadium, New York             |                              |                                    |                                    |                                    |                                    |  |  | 24 août 1976, Tampa Stadium, Tampa | 24 août 1976, Tampa Stadium, Tampa | 24 août 1976, Tampa Stadium, Tampa | 24 août 1976, Tampa Stadium, Tampa |  |  | 28 août 1976, King County Domed Stadium, Seattle | 28 août 1976, King County Domed Stadium, Seattle | 28 août 1976, King County Domed Stadium, Seattle | 28 août 1976, King County Domed Stadium, Seattle |
|  |                              |                                                 | E2 Cosmos de New York                           | E2 Cosmos de New York        | 1                                                | 1                            |                                    |                                    |                                    |                                    |  |  | 24 août 1976, Tampa Stadium, Tampa | 24 août 1976, Tampa Stadium, Tampa | 24 août 1976, Tampa Stadium, Tampa | 24 août 1976, Tampa Stadium, Tampa |  |  | 28 août 1976, King County Domed Stadium, Seattle | 28 août 1976, King County Domed Stadium, Seattle | 28 août 1976, King County Domed Stadium, Seattle | 28 août 1976, King County Domed Stadium, Seattle |
|  | E2 Cosmos de New York        | E2 Cosmos de New York                           | E2 Cosmos de New York                           | E2 Cosmos de New York        | 1                                                | 1                            | 2                                  | 2                                  |                                    |                                    |  |  | 24 août 1976, Tampa Stadium, Tampa | 24 août 1976, Tampa Stadium, Tampa | 24 août 1976, Tampa Stadium, Tampa | 24 août 1976, Tampa Stadium, Tampa |  |  | 28 août 1976, King County Domed Stadium, Seattle | 28 août 1976, King County Domed Stadium, Seattle | 28 août 1976, King County Domed Stadium, Seattle | 28 août 1976, King County Domed Stadium, Seattle |
|  | E2 Cosmos de New York        | E2 Cosmos de New York                           | 20 août 1976, Soldier Field, Chicago            |                              |                                                  |                              | 2                                  | 2                                  |                                    |                                    |  |  | 24 août 1976, Tampa Stadium, Tampa | 24 août 1976, Tampa Stadium, Tampa | 24 août 1976, Tampa Stadium, Tampa | 24 août 1976, Tampa Stadium, Tampa |  |  | 28 août 1976, King County Domed Stadium, Seattle | 28 août 1976, King County Domed Stadium, Seattle | 28 août 1976, King County Domed Stadium, Seattle | 28 août 1976, King County Domed Stadium, Seattle |
|  | E3 Diplomats de Washington   | E3 Diplomats de Washington                      | 0                                               | 0                            |                                                  |                              |                                    |                                    |                                    |                                    |  |  | 24 août 1976, Tampa Stadium, Tampa | 24 août 1976, Tampa Stadium, Tampa | 24 août 1976, Tampa Stadium, Tampa | 24 août 1976, Tampa Stadium, Tampa |  |  | 28 août 1976, King County Domed Stadium, Seattle | 28 août 1976, King County Domed Stadium, Seattle | 28 août 1976, King County Domed Stadium, Seattle | 28 août 1976, King County Domed Stadium, Seattle |
|  | E3 Diplomats de Washington   | E3 Diplomats de Washington                      | 0                                               | 0                            | E1 Rowdies de Tampa Bay                          | E1 Rowdies de Tampa Bay      | 0                                  | 0                                  |                                    |                                    |  |  |                                    |                                    |                                    |                                    |  |  | 28 août 1976, King County Domed Stadium, Seattle | 28 août 1976, King County Domed Stadium, Seattle | 28 août 1976, King County Domed Stadium, Seattle | 28 août 1976, King County Domed Stadium, Seattle |
|  |                              |                                                 |                                                 |                              | E1 Rowdies de Tampa Bay                          | E1 Rowdies de Tampa Bay      | 0                                  | 0                                  |                                    |                                    |  |  |                                    |                                    |                                    |                                    |  |  | 28 août 1976, King County Domed Stadium, Seattle | 28 août 1976, King County Domed Stadium, Seattle | 28 août 1976, King County Domed Stadium, Seattle | 28 août 1976, King County Domed Stadium, Seattle |
|  |                              |                                                 | N2 Metros-Croatia de Toronto                    | N2 Metros-Croatia de Toronto | 2                                                | 2                            |                                    |                                    |                                    |                                    |  |  |                                    |                                    |                                    |                                    |  |  | 28 août 1976, King County Domed Stadium, Seattle | 28 août 1976, King County Domed Stadium, Seattle | 28 août 1976, King County Domed Stadium, Seattle | 28 août 1976, King County Domed Stadium, Seattle |
|  |                              |                                                 |                                                 |                              | 2                                                | 2                            |                                    |                                    |                                    |                                    |  |  |                                    |                                    |                                    |                                    |  |  | 28 août 1976, King County Domed Stadium, Seattle | 28 août 1976, King County Domed Stadium, Seattle | 28 août 1976, King County Domed Stadium, Seattle | 28 août 1976, King County Domed Stadium, Seattle |
|  |                              | 25 août 1976, Metropolitan Stadium, Bloomington |                                                 |                              |                                                  |                              |                                    |                                    |                                    |                                    |  |  |                                    |                                    |                                    |                                    |  |  | 28 août 1976, King County Domed Stadium, Seattle | 28 août 1976, King County Domed Stadium, Seattle | 28 août 1976, King County Domed Stadium, Seattle | 28 août 1976, King County Domed Stadium, Seattle |
|  |                              |                                                 |                                                 |                              |                                                  |                              |                                    |                                    |                                    |                                    |  |  |                                    |                                    |                                    |                                    |  |  | 28 août 1976, King County Domed Stadium, Seattle | 28 août 1976, King County Domed Stadium, Seattle | 28 août 1976, King County Domed Stadium, Seattle | 28 août 1976, King County Domed Stadium, Seattle |
|  | N1 Sting de Chicago          | N1 Sting de Chicago                             | 2 (1)                                           | 2 (1)                        |                                                  |                              |                                    |                                    |                                    |                                    |  |  |                                    |                                    |                                    |                                    |  |  | 28 août 1976, King County Domed Stadium, Seattle | 28 août 1976, King County Domed Stadium, Seattle | 28 août 1976, King County Domed Stadium, Seattle | 28 août 1976, King County Domed Stadium, Seattle |
|  | N1 Sting de Chicago          | N1 Sting de Chicago                             | 2 (1)                                           | 2 (1)                        | 18 août 1976, Varsity Stadium, Toronto           |                              |                                    |                                    |                                    |                                    |  |  |                                    |                                    |                                    |                                    |  |  | 28 août 1976, King County Domed Stadium, Seattle | 28 août 1976, King County Domed Stadium, Seattle | 28 août 1976, King County Domed Stadium, Seattle | 28 août 1976, King County Domed Stadium, Seattle |
|  |                              |                                                 | N2 Metros-Croatia de Toronto                    | N2 Metros-Croatia de Toronto | 2 (3)                                            | 2 (3)                        |                                    |                                    |                                    |                                    |  |  |                                    |                                    |                                    |                                    |  |  | 28 août 1976, King County Domed Stadium, Seattle | 28 août 1976, King County Domed Stadium, Seattle | 28 août 1976, King County Domed Stadium, Seattle | 28 août 1976, King County Domed Stadium, Seattle |
|  | N2 Metros-Croatia de Toronto | N2 Metros-Croatia de Toronto                    | N2 Metros-Croatia de Toronto                    | N2 Metros-Croatia de Toronto | 2 (3)                                            | 2 (3)                        | 2                                  | 2                                  |                                    |                                    |  |  |                                    |                                    |                                    |                                    |  |  | 28 août 1976, King County Domed Stadium, Seattle | 28 août 1976, King County Domed Stadium, Seattle | 28 août 1976, King County Domed Stadium, Seattle | 28 août 1976, King County Domed Stadium, Seattle |
|  | N2 Metros-Croatia de Toronto | N2 Metros-Croatia de Toronto                    | 21 août 1976, Spartan Stadium, San José         |                              |                                                  |                              | 2                                  | 2                                  |                                    |                                    |  |  |                                    |                                    |                                    |                                    |  |  | 28 août 1976, King County Domed Stadium, Seattle | 28 août 1976, King County Domed Stadium, Seattle | 28 août 1976, King County Domed Stadium, Seattle | 28 août 1976, King County Domed Stadium, Seattle |
|  | N3 Lancers de Rochester      | N3 Lancers de Rochester                         | 1                                               | 1                            |                                                  |                              |                                    |                                    |                                    |                                    |  |  |                                    |                                    |                                    |                                    |  |  | 28 août 1976, King County Domed Stadium, Seattle | 28 août 1976, King County Domed Stadium, Seattle | 28 août 1976, King County Domed Stadium, Seattle | 28 août 1976, King County Domed Stadium, Seattle |
|  | N3 Lancers de Rochester      | N3 Lancers de Rochester                         | 1                                               | 1                            | N2 Metros-Croatia de Toronto                     | N2 Metros-Croatia de Toronto | 2                                  | 2                                  |                                    |                                    |  |  |                                    |                                    |                                    |                                    |  |  |                                                  |                                                  |                                                  |                                                  |
|  |                              |                                                 |                                                 |                              | N2 Metros-Croatia de Toronto                     | N2 Metros-Croatia de Toronto | 2                                  | 2                                  |                                    |                                    |  |  |                                    |                                    |                                    |                                    |  |  |                                                  |                                                  |                                                  |                                                  |
|  |                              |                                                 | O1 Kicks du Minnesota                           | O1 Kicks du Minnesota        | 0                                                | 0                            |                                    |                                    |                                    |                                    |  |  |                                    |                                    |                                    |                                    |  |  |                                                  |                                                  |                                                  |                                                  |
|  |                              |                                                 |                                                 |                              | 0                                                | 0                            |                                    |                                    |                                    |                                    |  |  |                                    |                                    |                                    |                                    |  |  |                                                  |                                                  |                                                  |                                                  |
|  |                              |                                                 |                                                 |                              |                                                  |                              |                                    |                                    |                                    |                                    |  |  |                                    |                                    |                                    |                                    |  |  |                                                  |                                                  |                                                  |                                                  |
|  |                              |                                                 |                                                 |                              |                                                  |                              |                                    |                                    |                                    |                                    |  |  |                                    |                                    |                                    |                                    |  |  |                                                  |                                                  |                                                  |                                                  |
|  | S1 Earthquakes de San José   | S1 Earthquakes de San José                      | 2                                               | 2                            |                                                  |                              |                                    |                                    |                                    |                                    |  |  |                                    |                                    |                                    |                                    |  |  |                                                  |                                                  |                                                  |                                                  |
|  | S1 Earthquakes de San José   | S1 Earthquakes de San José                      | 2                                               | 2                            | 18 août 1976, Ownby Stadium, University Park     |                              |                                    |                                    |                                    |                                    |  |  |                                    |                                    |                                    |                                    |  |  |                                                  |                                                  |                                                  |                                                  |
|  |                              |                                                 | S2 Tornado de Dallas                            | S2 Tornado de Dallas         | 0                                                | 0                            |                                    |                                    |                                    |                                    |  |  |                                    |                                    |                                    |                                    |  |  |                                                  |                                                  |                                                  |                                                  |
|  | S2 Tornado de Dallas         | S2 Tornado de Dallas                            | S2 Tornado de Dallas                            | S2 Tornado de Dallas         | 0                                                | 0                            | 2                                  | 2                                  |                                    |                                    |  |  |                                    |                                    |                                    |                                    |  |  |                                                  |                                                  |                                                  |                                                  |
|  | S2 Tornado de Dallas         | S2 Tornado de Dallas                            | 20 août 1976, Metropolitan Stadium, Bloomington |                              |                                                  |                              | 2                                  | 2                                  |                                    |                                    |  |  |                                    |                                    |                                    |                                    |  |  |                                                  |                                                  |                                                  |                                                  |
|  | S3 Aztecs de Los Angeles     | S3 Aztecs de Los Angeles                        | 0                                               | 0                            |                                                  |                              |                                    |                                    |                                    |                                    |  |  |                                    |                                    |                                    |                                    |  |  |                                                  |                                                  |                                                  |                                                  |
|  | S3 Aztecs de Los Angeles     | S3 Aztecs de Los Angeles                        | 0                                               | 0                            | O1 Kicks du Minnesota                            | O1 Kicks du Minnesota        | 3                                  | 3                                  |                                    |                                    |  |  |                                    |                                    |                                    |                                    |  |  |                                                  |                                                  |                                                  |                                                  |
|  |                              |                                                 |                                                 |                              | O1 Kicks du Minnesota                            | O1 Kicks du Minnesota        | 3                                  | 3                                  |                                    |                                    |  |  |                                    |                                    |                                    |                                    |  |  |                                                  |                                                  |                                                  |                                                  |
|  |                              |                                                 | S1 Earthquakes de San José                      | S1 Earthquakes de San José   | 1                                                | 1                            |                                    |                                    |                                    |                                    |  |  |                                    |                                    |                                    |                                    |  |  |                                                  |                                                  |                                                  |                                                  |
|  |                              |                                                 |                                                 |                              | 1                                                | 1                            |                                    |                                    |                                    |                                    |  |  |                                    |                                    |                                    |                                    |  |  |                                                  |                                                  |                                                  |                                                  |
|  |                              |                                                 |                                                 |                              |                                                  |                              |                                    |                                    |                                    |                                    |  |  |                                    |                                    |                                    |                                    |  |  |                                                  |                                                  |                                                  |                                                  |
|  |                              |                                                 |                                                 |                              |                                                  |                              |                                    |                                    |                                    |                                    |  |  |                                    |                                    |                                    |                                    |  |  |                                                  |                                                  |                                                  |                                                  |
|  | O1 Kicks du Minnesota        | O1 Kicks du Minnesota                           | 3                                               | 3                            |                                                  |                              |                                    |                                    |                                    |                                    |  |  |                                    |                                    |                                    |                                    |  |  |                                                  |                                                  |                                                  |                                                  |
|  | O1 Kicks du Minnesota        | O1 Kicks du Minnesota                           | 3                                               | 3                            | 18 août 1976, King County Domed Stadium, Seattle |                              |                                    |                                    |                                    |                                    |  |  |                                    |                                    |                                    |                                    |  |  |                                                  |                                                  |                                                  |                                                  |
|  |                              |                                                 | O2 Sounders de Seattle                          | O2 Sounders de Seattle       | 0                                                | 0                            |                                    |                                    |                                    |                                    |  |  |                                    |                                    |                                    |                                    |  |  |                                                  |                                                  |                                                  |                                                  |
|  | O2 Sounders de Seattle       | O2 Sounders de Seattle                          | O2 Sounders de Seattle                          | O2 Sounders de Seattle       | 0                                                | 0                            | 1                                  | 1                                  |                                    |                                    |  |  |                                    |                                    |                                    |                                    |  |  |                                                  |                                                  |                                                  |                                                  |
|  | O2 Sounders de Seattle       | O2 Sounders de Seattle                          |                                                 |                              |                                                  |                              |                                    | 1                                  |                                    |                                    |  |  |                                    |                                    |                                    |                                    |  |  |                                                  |                                                  |                                                  |                                                  |
|  | O3 Whitecaps de Vancouver    | O3 Whitecaps de Vancouver                       | 0                                               | 0                            |                                                  |                              |                                    |                                    |                                    |                                    |  |  |                                    |                                    |                                    |                                    |  |  |                                                  |                                                  |                                                  |                                                  |
|  | O3 Whitecaps de Vancouver    | O3 Whitecaps de Vancouver                       | 0                                               | 0                            |                                                  |                              |                                    |                                    |                                    |                                    |  |  |                                    |                                    |                                    |                                    |  |  |                                                  |                                                  |                                                  |                                                  |
|  |                              |                                                 |                                                 |                              |                                                  |                              |                                    |                                    |                                    |                                    |  |  |                                    |                                    |                                    |                                    |  |  |                                                  |                                                  |                                                  |                                                  |

## Récompenses individuelles
| Trophée                            | Joueur            | Club                      |
| ---------------------------------- | ----------------- | ------------------------- |
| Meilleur joueur (saison régulière) | Pelé              | Cosmos de New York        |
| Meilleur joueur (finale)           | Wolfgang Sühnholz | Metros-Croatia de Toronto |
| Meilleur buteur                    | Giorgio Chinaglia | Cosmos de New York        |
| Meilleur rookie                    | Steve Pecher      | Tornado de Dallas         |
| Meilleur entraîneur                | Eddie Firmani     | Rowdies de Tampa Bay      |